# Otto Beneke

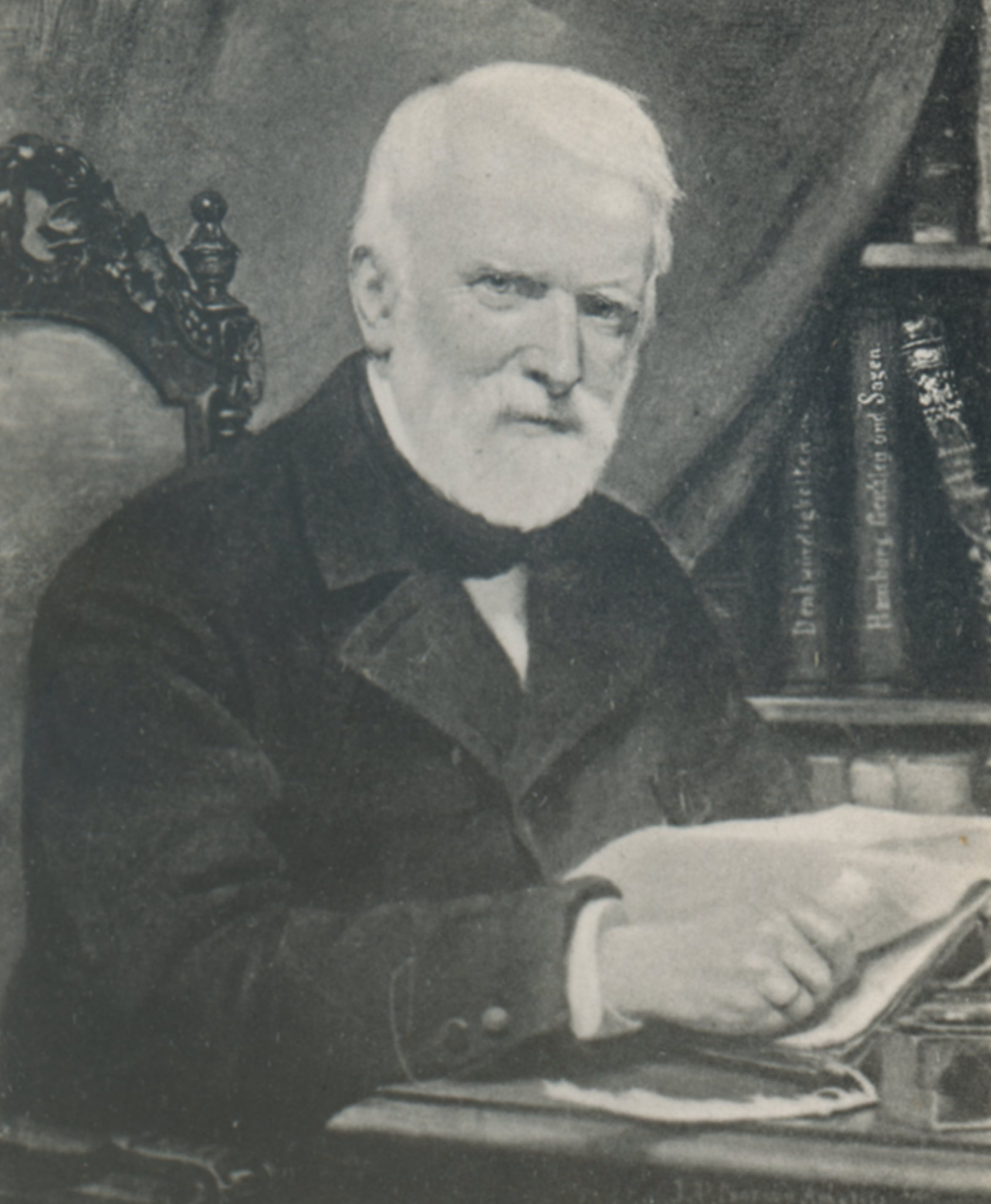
Otto Beneke, 1890

Otto Aldabert Beneke (* 5. Oktober 1812 in Hamburg; † 9. Februar 1891 ebenda) war ein Hamburger Archivar, Historiker und Schriftsteller. 

## Leben
Der Sohn von Ferdinand Beneke wuchs in Hamburg auf und besuchte erfolgreich die dortige Gelehrtenschule des Johanneums. Bis 1828 war er Mitglied der Hamburger Turnerschaft von 1816. Den ursprünglichen Plan, Medizin zu studieren, gab Beneke bald auf und studierte ab 1833 an der Friedrich-Wilhelms-Universität Berlin Rechtswissenschaften. Später wechselte er an die Ruprecht-Karls-Universität Heidelberg und schloss 1836 dort sein Studium ab. Er ließ sich im selben Jahr als Anwalt in Hamburg nieder, gab diese Tätigkeit jedoch auf, als er 1840 eine Stelle im Hamburger Senatsarchiv erhielt. Als Johann Martin Lappenberg 1863 in Pension ging, wurde Beneke Leiter des Archivs mit der Amtsbezeichnung Vorsteher des Senatsarchiv und zugleich nicht stimmberechtigtes Mitglied des Hamburger Senats.
Beneke beschäftigte sich mit genealogischen und familiengeschichtlichen Forschungen, verfasste zahlreiche Beiträge zur Allgemeinen Deutschen Biographie und veröffentlichte mehrere populäre und zum Teil bis heute aufgelegte Bücher zur Geschichte Hamburgs, darunter seine Hamburgischen Geschichten und Sagen von 1853. Sein Nachfolger als Leiter des Senatsarchivs wurde Anton Hagedorn.

## Werke
- Hamburgische Geschichten und Sagen. Hrsg. von Ariane Knuth. Edition Temmen, Bremen und Rostock 1999, ISBN 3-86108-742-1.
- Einige Nachrichten über die Hamburger Familie von Axen, Gutenberg, Berlin 1900, Digitalisat.
- Die aus England stammende Familie Banks in Hamburg – Beiträge zu ihrer Geschichte und Genealogie. Erforscht und mitgeteilt von Dr. Otto Beneke. Gedruckt als Manuskript für die Familien-Mitglieder. Hamburg 1884. Digitalisat
- Dat Slechtbok. Geschlechtsregister der hamburgischen Familie Moller [vom Hirsch] ... – Kellinghusen's Stiftung, Hamburg 1876. Digitalisierte Ausgabe der Universitäts- und Landesbibliothek Düsseldorf.
- Hamburgische Geschichten und Denkwürdigkeiten – Zweite berichtigte und ergänzte Auflage. Verlag Wilhelm Hertz, Berlin 1886 (mit Vorwort der 1. Auflage 1856).
- Der große Neumarkt in Hamburg. Mittheilungen aus vergangenen Tagen. Mauke, Hamburg 1873 (Nachdruck: Severus-Verlag, Hamburg 2019, ISBN 978-3-96345-078-5).
- Die hamburgische Turnanstalt von 1816. Erinnerungen aus der Zeit ihres Entstehens und Aufblühens. Meißner, Hamburg 1866.
- Von unehrlichen Leuten. Cultur-historische Studien und Geschichten aus vergangenen Tagen deutscher Gewerbe und Dienste, mit besonderer Rücksicht auf Hamburg. Perthes, Hamburg 1863 (Nachdruck: Severus Verlag, Hamburg 2011, ISBN 978-3-86347-004-3).
- Geschichte und Genealogie der Familie Lorenz Meyer in Hamburg. Meißner, Hamburg 1861.